# Neriene
Neriene is een geslacht van spinnen uit de familie hangmat- en dwergspinnen (Linyphiidae). De wetenschappelijke naam van het geslacht werd gepubliceerd door John Blackwall in 1833.
Volgens Blackwall maken de spinnen uit dit geslacht kleine en lichte horizontale webben tussen grove gewassen of in holtes onder stenen, en wachten ze aan de onderkant daarvan, in een ondersteboven gekeerde positie, op hun prooi.

## Soorten
De volgende soorten zijn bij het geslacht ingedeeld:
- Neriene albolimbata (Karsch, 1879)
- Neriene amiculata (Simon, 1905)
- Neriene angulifera (Schenkel, 1953)
- Neriene aquilirostralis Chen & Zhu, 1989
- Neriene beccarii (Thorell, 1890)
- Neriene birmanica (Thorell, 1887)
- Neriene brongersmai van Helsdingen, 1969
- Neriene calozonata Chen & Zhu, 1989
- Neriene cavaleriei (Schenkel, 1963)
- Neriene clathrata (Sundevall, 1830) – Kruidhangmatspin
- Neriene comoroensis Locket, 1980
- Neriene compta Zhu & Sha, 1986
- Neriene conica (Locket, 1968)
- Neriene coosa (Gertsch, 1951)
- Neriene decormaculata Chen & Zhu, 1988
- Neriene digna (Keyserling, 1886)
- Neriene emphana (Walckenaer, 1841) – Zwartstuithangmatspin
- Neriene flammea van Helsdingen, 1969
- Neriene furtiva (O. P.-Cambridge, 1871) – Steppehangmatspin
- Neriene fusca (Oi, 1960)
- Neriene guanga (Barrion & Litsinger, 1995)
- Neriene gyirongana Hu, 2001
- Neriene hammeni (van Helsdingen, 1963) – Van der Hammens hangmatspin
- Neriene helsdingeni (Locket, 1968)
- Neriene herbosa (Oi, 1960)
- Neriene japonica (Oi, 1960)
- Neriene jinjooensis Paik, 1991
- Neriene kartala Jocqué, 1985
- Neriene katyae van Helsdingen, 1969
- Neriene kibonotensis (Tullgren, 1910)
- Neriene kimyongkii (Paik, 1965)
- Neriene limbatinella (Bösenberg & Strand, 1906)
- Neriene litigiosa (Keyserling, 1886)
- Neriene liupanensis Tang & Song, 1992
- Neriene longipedella (Bösenberg & Strand, 1906)
- Neriene macella (Thorell, 1898)
- Neriene marginella (Oi, 1960)
- Neriene montana (Clerck, 1758) – Lentehangmatspin
- Neriene natalensis van Helsdingen, 1969
- Neriene nigripectoris (Oi, 1960)
- Neriene nitens Zhu & Chen, 1991
- Neriene obtusa (Locket, 1968)
- Neriene obtusoides Bosmans & Jocqué, 1983
- Neriene oidedicata van Helsdingen, 1969
- Neriene oxycera Tu & Li, 2006
- Neriene peltata (Wider, 1834) – Struikhangmatspin
- Neriene poculiforma Liu & Chen, 2010
- Neriene radiata (Walckenaer, 1841) – Zomerhangmatspin
- Neriene redacta Chamberlin, 1925
- Neriene strandia (Blauvelt, 1936)
- Neriene subarctica Marusik, 1991
- Neriene sundaica (Simon, 1905)
- Neriene variabilis (Banks, 1892)
- Neriene yani Chen & Yin, 1999
- Neriene zanhuangica Zhu & Tu, 1986
- Neriene zhui Chen & Li, 1995